# Akcent
Akcent este o formație de muzică dance și Pop din România, originară din București. Aceasta a fost formată în anul 1999 de producătorul, compozitorul și cântărețul Adrian Sînă, alături de cântăreața de muzică pop Ramona Barta. Duetul dintre cei doi a reprezentat un succes destul de mare. Ulterior, formația și-a schimbat formatul și a luat un chip de boy-band prin alăturarea în formație a lui Marius Nedelcu, Mihai Gruia și Sorin Brotnei. Aceștia au fost aduși de către Adrian Sînă.
Primul lor single, "Ultima vară" a fost un hit de vară ce a fost primit destul de bine atât de criticii muzicali, de public, cât și de radiourile din România. Însă trupa a urcat către faimă odată cu schimbarea compoziției formației și a discului single „Ți-am promis”. Astfel fiind numită „trupa Bravo” în 2002 de către revista de adolescenți Bravo.
Apogeul trupei a fost lansarea discului single „Dragoste de închiriat”, odată cu albumul „S.O.S.”; Single-ul a devenit cel mai consacrat șlagăr de-al lor în țară și a devenit un hit la radio și în afară. Trupa a participat și la Selecția Națională pentru Eurovision-ul din anul 2006, alături de cântăreața de muzică pop Nico. Piesa cu care au intrat ei în concurs, „Jockero”, nu a reușit să câștige, însă devine un succes de locul întâi la radiourile autohtone și chiar reușește să primească multe difuzări peste graniță. Finele anilor 2000 și începutul noului deceniu a însemnat un succes continuu pentru băieți, aceștia producând hituri de top. 
În a doua jumătate a anului 2013, în urma unor neînțelegeri, Mihai Gruia și Sorin Brotnei au părăsit formația, destrămându-se. Adrian Sînă a rămas singurul membru al grupului.

## Începuturi
Băimăreanul Adrian Sînă a fondat trupa cu numele de Akcent în anul 1998. Tot el a cooptat-o ca voce feminină pe cântăreața Ramona Barta. Debutul formației Akcent, ca duo mixt, a avut loc în anul 1999 când Sînă (pe atunci DJ la Radio Contact) și Barta au lansat primul album, intitulat „Senzatzia”, din cuprinsul căruia cea mai cunoscută piesă a fost „Ultima vară”, dar diverse alte piese precum „Vedeta mea”, „Muncă de DJ” și „Nu-mi pasă de nimeni” au fost cuprinse în compilații cunoscute ale vremii precum „Mouse in house vol.1”, „Mouse in house vol. 2” și altele. Totuși, niciunul dintre discurile single promovate de pe disc nu a avut un impact destul de puternic încât să atingă topul clasamentelor muzicale și formația a suferit diverse modificări până ce a ajuns la statutul actual. 
Accederea către faimă și succes continuu a început cu transformarea formației din duo în boy-band, prin adăugarea în line-up a lui Marius Nedelcu, Mihai Gruia și Sorin Brotnei. Primul lor succes a însemnat piesa „Ți-am promis”, ce a atins vârful clasamentelor în iarna lui 2001. Succesul băieților a continuat cu apariția celui de al doilea album, intitulat „În Culori”, la începutul anului 2002. Măsura succesului albumului „În culori” a fost dată de Discul de Aur primit la numai trei săptămâni după apariția albumului, precum și a celui de Platină câteva luni mai târziu. În același timp, succesul Akcent a devenit un fenomen la nivel național, isteria fanilor demonstrând acest lucru. La toate acestea o contribuție importantă a avut-o Marius Moga, compozitorul primelor hituri Akcent : „Ți-am promis”, „Prima Iubire”, „În culori” și „Cel mai dulce cadou”.

## Succesul continuu
În anul 2003, odată cu lansarea celui de-al treilea album semnat Akcent, „100 BPM”, s-a demonstrat tuturor că Akcent nu este o „trupă de-o vară”. „Buchet de trandafiri” a fost hitul ce a readus Akcent în fruntea clasamentului Romanian Top 100. Întrebați de ce albumul se numește „100 BPM”, ei au răspuns „Pentru că acesta este ritmul inimii în timpul unui sărut pasional și pentru că acest album este o declarație de dragoste din partea băieților pentru fanii lor.” Hitul „Suflet Pereche” o demonstrează.
Povestea continuă în 2004 cu un nou album ce aduce publicului o schimbare de stil muzical în piesele Akcent. „Poveste de viață” este numele albumului lansat în luna mai 2004 și aduce două hituri : „Poveste de viață” și „Spune-mi (Hey Baby !)”.
În anul 2005 la povestea Akcent se adaugă noi paragrafe, despre albumul „S.O.S.”, al cărui single „Dragoste de închiriat” a ocupat poziții fruntașe în topurile românești. Varianta în limba engleză a aceleiași melodii, „Kylie”, a deschis porțile Europei pentru muzica celor patru băieți. După debutul internațional al piesei din mijlocul verii când Radio Slam FM din Olanda a prezentat-o ca fiind un viitor succes european, „Kylie” a ocupat primele poziții în clasamentele din Olanda, Belgia, țările Scandinave, Franța, Ucraina, Grecia, Turcia și Bulgaria. Succesul internațional, precum și dovezile de afecțiune ale fanilor din România, i-au motivat pe băieți, astfel că la începutul anului 2006 apare „PRIMUL CAPITOL”, un album special ce marchează încă un moment important în istoria Akcent, primele piese compuse 100 % de componenții trupei : „JoKero” și „9 Mai”. Cu prima dintre ele au participat la Selecția Națională a concursului muzical Eurovision, alături de renumita interpretă pop Nicoleta Matei, alias Nico. Deși nu au reușit performanța de a reprezenta România la Concursul Muzical Eurovision, varianta fără Nico a piesei „Jokero” a devenit un alt succes colosal pentru trupă.

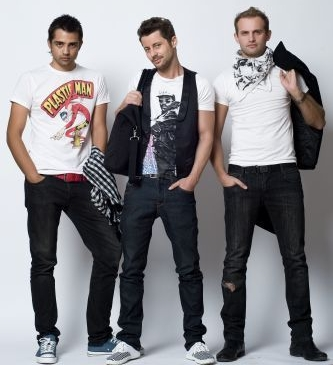
Akcent în 2008

În 2009, Akcent a câștigat multe premii la gala Romanian Music Awards, dar și Balkan Music Awards cu piesa "Stay with me".  

## Anii recenți
În 2009, Akcent a lansat "My Passion", o colaborare de number-one cu Lora ex-Wassabi. Akcent a semnat un contract de înregistrare cu Robbins Entertainment în Statele Unite, iar în mai 2012 albumul "My Passion" a fost lansat oficial în Statele Unite ale Americii. În acest an, Akcent este nominalizat la 3 categorii pentru Romanian Music Awards și anume: Best Group, Best Song si Best Website.  Tot în acest an, Adrian Sînă a participat la ca membru al juriului la emisiunea X Factor.
Anul 2012 a fost unul plin de succes pentru Akcent, mai ales datorită hitului „I'm Sorry”, împreună cu cântăreața de muzică pop Sandra N, cu care Adrian Sînă a mai colaborat și pentru alte hituri. Acest hit i-a nominalizat pentru premiile MTV România din 2012. În vara anului 2012, Akcent a lansat un alt single intitulat "Chimie Între Noi", ce a însemnat a optsprezecea piesă interpretată de Sînă ce a fost clasată în Romanian Top 100, asigurându-i titlul de artistul autohton cu cele mai multe piese clasate.
În septembrie 2013, în urma conflictelor dintre Adrian Sînă și restul formației, Akcent s-a destrămat după 12 ani de existență.

## Membrii formației
| - Adrian Sînă (n. 18 aprilie 1977, Baia Mare) (1998–prezent) | - Ramona Barta (1998-2001) - Marius Nedelcu (n. 31 iulie 1976, Câmpina) (2001-2008) - Corneliu Ulici (n. 27 martie 1983, Baia Mare) (2008-2008) - Mihai Gruia (n. 9 mai 1982, București) (2001-2013) - Sorin Brotnei (n. 15 decembrie 1980, Baia Mare) (2001-2013) |

## Discografie

### Albume
| - Senzatzia (2000) - 01. Ultima Vară - 02. Încearcă să mergi mai departe - 03. Pauză de Viață - 04. Ascultă - 05. În Stradă (Clubbing) - 06. Vreau să zbor - 07. Vedeta Mea - 08. Senzatzia - 09. Omul negru - 10. Nu-mi pasă de nimeni - 11. Iar aproape - În culori (2002) - 01. Ți-am promis - 02. Cel mai dulce cadou - 03. În culori - 04. Măcar - 05. Într-o noapte târziu - 06. Nici o zi fără tine - 07. Prima iubire - 08. Dă-mi un țel - 09. Spune-mi - 10. Departe de tine - 100 bpm (2003) - 01. Intro - 02. Buchet de trandafiri - 03. O rază de iubire - 04. Azi plâng numai eu - 05. Interludiu - 06. O ploaie de lacrimi - 07. Suflet pereche - 08. Interludiu - 09. Durere fără sfârșit - 10. Mi-ești dragă - 11. 0721 AKCENT - 12. Nu refuza dragostea - 13. Când vine seara - 14. Interludiu - 15. O rază de iubire (Unu' club remix) - 16. Buchet de trandafiri (Unu' downtempo remix) - Poveste de viață (2004) - 01. Poveste de viață - 02. Spune-mi (hey baby!) - 03. S-ajung o stea - 04. Iar și iar - 05. Te văd, te simt, te doresc - 06. Vreau să știi - SOS (2005) - 01. Dragoste de închiriat - 02. Ultima vară 2005 - 03. Dă-mi dragostea - 04. Singura cale - 05. S.O.S - 06. Enigma - 07. M-am îndrăgostit lulea feat Laura - 08. I'm buying your whisky - 09. Dragoste de închiriat (extended version) - 10. Azi plâng numai eu (Gigi D'Agostino remix) - 11. Buchet de trandafiri (Dj Pandolfi italian version) - 12. Buchet de trandafiri (Gigi D'Agostino dondolandomix) | - Primul capitol (2006) - 01. Jokero (spanglish version) - 02. Dragoste de închiriat - 03. 9 mai - 04. Ți-am promis - 05. Prima iubire - 06. În culori - 07. Cel mai dulce cadou - 08. Buchet de trandafiri - 09. Suflet pereche - 10. Poveste de viață - 11. Spune-mi (hey baby!) - 12. French kiss - 13. Kylie - 14. Kylie (Crush rock remix) - 15. Kylie (Black Sea mix) - 16. Kylie (Dj Wins mix) - 17. Kylie (Crush thunderdoom remix) - King of disco (2007) - 01. King of disco - 02. Let's talk about it - 03. Religious girl - 04. Baby - 05. Feel me - 06. La passion - 07. Phonesex - 08. Four seasons in one day - 09. I swear - 10. Red bikini - 11. Last summer - Fără lacrimi (2009) - 01. Stay With Me - 02. That's My Name - 03. Delight - 04. Lacrimi feat. Alexa - 05. Umbrela ta - 06. True Believer - 07. Run away - 08. Vreau să fiu cu tine până în zori - 09. Lovers Cry - 10. Next to Me - 11. O noapte și o zi - 12. I Turn Around The World - 13. Stay With Me (Edward Maya Club Remix) - 14. Stay With Me (Edward Maya Vibe Remix) - Around The World (2014) - 01. Andale feat. Lidia Buble - 02. Apagando feat. Lara Lee - 03. Babylon - 04. Faina feat. Liv - 05. Kamelia feat. Lidia Buble & DDY - 06. Special Girl(One Love) |

### Single-uri
| An               | Titlu                                        | Poziția maximă | Poziția maximă | Poziția maximă | Poziția maximă | Poziția maximă | Poziția maximă | Poziția maximă | Poziția maximă | Poziția maximă | Album               |
| An               | Titlu                                        | ROM            | BUL            | FIN            | FRA            | GER            | NDL            | RUS            | SWE            | EUR            | Album               |
| ---------------- | -------------------------------------------- | -------------- | -------------- | -------------- | -------------- | -------------- | -------------- | -------------- | -------------- | -------------- | ------------------- |
| 2002             | "Ți-am promis"                               | 2              | —              | —              | —              | —              | —              | —              | —              | —              | În culori           |
| 2002             | "Prima iubire"                               | 2              | —              | —              | —              | —              | —              | —              | —              | —              | În culori           |
| 2002             | "În culori" [A]                              | —              | —              | —              | —              | —              | —              | —              | —              | —              | În culori           |
| 2003             | "Buchet de trandafiri"                       | 5              | —              | —              | —              | —              | —              | —              | —              | —              | 100 bpm             |
| 2003             | "Suflet pereche" [A]                         | —              | —              | —              | —              | —              | —              | —              | —              | —              | 100 bpm             |
| 2004             | "Poveste de viață"                           | 10             | —              | —              | —              | —              | —              | —              | —              | —              | Poveste de viață EP |
| 2004             | "Spune-mi hey baby" [A]                      | —              | —              | —              | —              | —              | —              | —              | —              | —              | Poveste de viață EP |
| 2005             | "Dragoste de închiriat"                      | 2              | —              | —              | —              | —              | —              | —              | —              | —              | S.O.S.              |
| 2006             | "Kylie" [B]                                  | —              | —              | 8              | 21             | 91             | 4              | —              | 18             | 85             | Primul capitol      |
| 2006             | "JoKero"                                     | 1              | —              | —              | —              | —              | 27             | 6              | 7              | —              | Primul capitol      |
| 2006             | "French Kiss"                                | 9              | —              | —              | —              | —              | —              | —              | —              | —              | Primul capitol      |
| 2007             | "King of Disco"                              | 7              | —              | —              | —              | —              | —              | —              | —              | 153            | King of Disco       |
| 2007             | "Let's Talk About It" [C]                    | 52             | —              | —              | —              | —              | —              | —              | —              | —              | King of Disco       |
| 2008             | "Umbrela ta" [D]                             | —              | —              | —              | —              | —              | —              | —              | —              | —              | Fără lacrimi        |
| 2009             | "Stay With Me"                               | 1              | 9              | —              | —              | —              | —              | 7              | —              | 79             | Fără lacrimi        |
| 2009             | "That's My Name"                             | 4              | 12             | —              | —              | —              | —              | —              | —              | 133            | Fără lacrimi        |
| 2009             | "Too Late To Cry"[E]                         | —              | —              | —              | —              | —              | —              | 72             | —              | —              | —                   |
| 2010             | "Love Stoned"                                | 32             | —              | —              | —              | —              | —              | —              | —              | —              | —                   |
| 2010             | "My Passion"                                 | 2              | 16             | —              | —              | —              | 13             | 33             | —              | 85             |                     |
| 2011             | "Feelings On Fire"                           | 95             | —              | —              | —              | —              | —              | —              | —              | —              |                     |
| 2011             | "Angel" (Adrian Sînă feat. Sandra N)         | 7              | 27             | —              | 15             | 8              | 19             | —              | —              | —              |                     |
| 2012             | "I'm Sorry"                                  | 6              | 23             | —              | —              | —              | —              | —              | —              | —              |                     |
| 2012             | "Back To Me" (Adrian Sînă feat. Diana Hetea) | -              | -              | —              | —              | —              | —              | —              | —              | —              |                     |
| 2012             | "Chimie intre noi"                           | 64             |                | —              | —              | —              | —              | —              | —              | —              |                     |
| 2015             | "Te quiero" (feat. Galena)                   | —              | —              | —              | —              | —              | —              | —              | —              | —              |                     |
| 2021             | "Heart Attack" (feat. Olivia Addams)         |                |                |                |                |                |                |                |                |                |                     |
| Hituri #1        | Hituri #1                                    | 2              | 0              | 0              | 0              | 0              | 0              | 0              | 0              | 0              |                     |
| Hituri de top 10 | Hituri de top 10                             | 14             | 1              | 1              | 0              | 1              | 1              | 2              | 1              | 0              |                     |
| Cântece clasate  | Cântece clasate                              | 14             | 4              | 1              | 2              | 2              | 2              | 2              | 2              | 4              |                     |

Note:
- A ^ Nu sunt cunoscute pozițiile cântecului în clasament.
- B ^ Varianta internațională pentru "Dragoste de închiriat". Nu a fost lansat în România.
- C ^ Lansat internațional.
- D ^ Retras după plecarea lui Corneliu Ulici din formație.
- E ^ Adrian Sînă cu Vivien O'Hara, clasată ca piesă de Akcent în Rusia.